# Chile pueblo
Chile pueblo es un álbum de música folclórica interpretado por varios artistas chilenos, tales como Víctor Jara, Quilapayún, Inti-Illimani, Patricio Manns, Ángel Parra y Amerindios, además de los cubanos de Grupo Manguaré. Las canciones del disco se intercalan con relatos de César Aguilera, instrumentalizados con una guitarra tocada por Pancho Navarro. Fue lanzado en 1972 por el sello discográfico IRT, que corresponde a la discográfica activa entre 1971 y 1987, producto de la nacionalización del sello estadounidense RCA Records durante la época de la Unidad Popular.
El álbum se lanzó en conmemoración del segundo aniversario del gobierno de Salvador Allende, finalizado prematuramente en septiembre del año siguiente, producto del Golpe de Estado en Chile de 1973.

## Lista de canciones
| Chile pueblo |                                 |                                |                                |          |  |
| N.º          | Título                          | Música                         | Intérprete                     | Duración |  |
| 1.           | «Chile pueblo» (Relato)         | César Aguilera, Pancho Navarro | César Aguilera, Pancho Navarro | 1:50     |  |
| 2.           | «Cuando amanece el día»         | Ángel Parra                    | Ángel Parra                    | 2:30     |  |
| 3.           | «Chile cobre» (Relato)          | C. Aguilera, P. Navarro        | C. Aguilera, P. Navarro        | 0:53     |  |
| 4.           | «Nuestro cobre»                 | Eduardo Yáñez                  | Quilapayún                     | 3:19     |  |
| 5.           | «Chile carbón» (Relato)         | C. Aguilera, P. Navarro        | C. Aguilera, P. Navarro        | 0:46     |  |
| 6.           | «En Lota la noche es brava» (*) | Patricio Manns                 | Patricio Manns                 | 3:52     |  |
| 7.           | «Chile mar»                     | C. Aguilera, P. Navarro        | C. Aguilera, P. Navarro        | 1:18     |  |
| 8.           | «Boga-Boga»                     | Silvio Rodríguez               | Grupo Manguaré                 | 3:56     |  |
| 9.           | «Chile textil» (Relato)         | C. Aguilera, P. Navarro        | C. Aguilera, P. Navarro        | 0:35     |  |
| 10.          | «Obreras del telar»             | Víctor Jara                    | Víctor Jara                    | 2:15     |  |
| 11.          | «Chile tierra»                  | C. Aguilera, P. Navarro        | C. Aguilera, P. Navarro        | 0:55     |  |
| 12.          | «Chacarero»                     | Nano Acevedo                   | Quilmay                        | 2:18     |  |
| 13.          | «Chile banco»                   | C. Aguilera, P. Navarro        | C. Aguilera, P. Navarro        | 0:42     |  |
| 14.          | «Ni pocos, ni muchos»           | Julio Numhauser, Sergio Ortega | Amerindios                     | 3:09     |  |
| 15.          | «Chile América»                 | C. Aguilera, P. Navarro        | C. Aguilera, P. Navarro        | 2:13     |  |
| 16.          | «Venceremos» (**)               | Claudio Iturra, Sergio Ortega  | Inti-Illimani                  | 6:51     |  |
| 37:04        |                                 |                                |                                |          |  |

(*) Versión de «Entre mar y cordillera», del mismo autor.
(**) Esta versión incluye voces del Presidente de Chile de entonces, Salvador Allende.

## Créditos
Intérpretes
- Ángel Parra
- Quilapayún
- Patricio Manns
- Grupo Manguaré
- Víctor Jara
- Quilmay
- Amerindios
- Inti-Illimani

Relatos
- César Aguilera: relator
- Pancho Navarro: guitarra